# Islas de las Lechiguanas
Islas de las Lechiguanas är öar i Argentina.   De ligger i provinsen Entre Ríos, i den centrala delen av landet, 180 km nordväst om huvudstaden Buenos Aires.
I omgivningarna runt Islas de las Lechiguanas växer i huvudsak städsegrön lövskog. Runt Islas de las Lechiguanas är det mycket glesbefolkat, med 7 invånare per kvadratkilometer.